# Battaglia di Kielce (1945)
La battaglia di Kielce fu un grande scontro di carri armati durante la fase iniziale dell'offensiva dell'Armata Rossa sulla Vistola nel gennaio 1945 nel corso della seconda guerra mondiale sul Fronte orientale. Le Panzer-Divisionen di riserva tedesche, schierate troppo vicine alle prime linee difensive, furono colte di sorpresa dalla rapida avanzata in profondità della 4ª Armata corazzata sovietica del capace generale Dmitrij Leljušenko, e dovettero impegnare una disperata battaglia d'incontro in modo improvvisato e frammentario, venendo infine sconfitte, subendo pesanti perdite contro le esperte formazioni meccanizzate sovietiche ed essendo costrette a battere in ritirata per evitare la completa distruzione.
Si trattò di una delle più grandi battaglie tra mezzi corazzati della fase finale della guerra e di una delle più pesanti sconfitte subite dalle Panzertruppen tedesche durante il conflitto.

## Offensiva sulla Vistola
Fin dal mese di dicembre 1944 il comando supremo dell'Armata Rossa aveva pianificato nel dettaglio la nuova gigantesca offensiva generale sulla linea della Vistola diretta, a partire dalle preziose teste di ponte di Magnuszew, Puławy e Sandomierz, a sbaragliare le forze tedesche e ad avanzare verso il cuore della Germania, marciando in Polonia, in Prussia orientale e in Pomerania.
Al potente 1º Fronte Ucraino del maresciallo Konev venne assegnato il compito di sbucare dalla grande testa di ponte di Sandomierz e di avanzare rapidamente in profondità in due direzioni separate; mentre una parte delle forze e soprattutto la famosa 3ª Armata corazzata della Guardia del generale Rybalko avrebbero girato, dopo aver completato lo sfondamento, in direzione sud-ovest per aggirare e conquistare d'assalto l'importante regione industriale della Slesia, altre armate di fucilieri avrebbero puntato direttamente verso ovest, rafforzate dall'intervento della 4ª Armata corazzata sovietica del generale Leljušenko di cui era previsto l'impiego nel settore della 13ª Armata, per poi avanzare verso Łódź.
Il maresciallo Konev raggruppò un gran numero di armate di fucilieri nella testa di ponte (3ª e 5ª Armata della Guardia, 13ª, 52ª, 60ª, 59ª e 21ª Armata), rafforzate da un poderoso schieramento di artiglierie, e previde di impegnare le sue armate corazzate fin dal primo giorno dell'offensiva per sfruttare rapidamente il successo ed effettuare un'avanzata rapidissima nelle retrovie tedesche, affrontando subito le riserve operative del nemico.
In realtà il Gruppo d'armate A, guidato dal generale Josef Harpe e incaricato della difesa della linea della Vistola, disponeva di riserve mobili corazzate o meccanizzate del tutto insufficienti ad affrontare la potente minaccia del grande raggruppamento offensivo sovietico. La decisione di Hitler di sferrare ripetute e costose offensive sul fronte occidentale (battaglia delle Ardenne del 16 dicembre 1944 e offensiva in Alsazia del 1º gennaio 1945) ed in Ungheria (operazione Konrad per tentare di liberare Budapest, iniziata sempre il 1º gennaio 1945) con l'afflusso di notevoli riserve di divisioni corazzate, aveva di conseguenza ridotto in modo pericoloso le forze disponibili a protezione della Polonia e dello stesso territorio tedesco.
I concentramenti più solidi di truppe corazzate quindi si limitavano a due Panzer-Divisionen schierate a sud-ovest di Varsavia (25. e 19. Panzer-Division), e soprattutto al 24º Panzerkorps dell'esperto generale Nehring, schierato a circa 50 km a ovest di Sandomierz, nell'area di Kielce, e costituito da due Panzer-Divisionen ben equipaggiate (16. e 17. Panzer-Division) e dalla 20. Panzergrenadier-Division, rafforzate da un battaglione di carri pesanti Panzer VI Tiger II (lo sPzAbt 424, costituito sui resti dello sPzAbt 501). Nel complesso si trattava di oltre 350 mezzi corazzati in grado teoricamente di intervenire in modo efficace per contrastare l'avanzata dei carri armati sovietici a ovest della Vistola.
Peraltro le errate direttive provenienti direttamente da Hitler, nonostante gli avvertimenti del capo di Stato maggiore generale Guderian, pregiudicarono in parte l'impiego di queste forze di riserva: posizionate troppo vicino alle prime linee (sulla base dell'ottimistico apprezzamento dell'OKW sulla solidità delle difese tedesche) e vincolate a direttive provenienti direttamente dal Quartier generale del Führer, queste unità non poterono essere impiegate rapidamente dal generale Harpe e dal generale Gräser, comandante della 4. Panzerarmee, e quindi, oltre a subire un violento bombardamento di artiglieria, si ritrovarono immediatamente a contatto con le unità corazzate sovietiche in veloce avanzata dopo il fulmineo crollo delle linee nella testa di ponte di Sandomierz.

## Le armate corazzate sovietiche in azione
Nella notte dell'11 gennaio 1945 le formazioni corazzate della 4ª Armata corazzata del generale Leljušenko si portarono sulle posizioni di partenza a soli 6–10 km dalle prime linee della testa di ponte di Sandomierz, protette in parte dalla nebbia e dal rigido clima invernale; le forze guidate dal generale Lejušenko, comandante esperto e capace, particolarmente attento all'addestramento dei suoi uomini e all'abilità di tiro e di manovra dei carristi, costituivano un raggruppamento solido e numeroso reduce dai successi dell'offensiva Leopoli-Sandomierz.
La 4ª Armata corazzata era costituita dal famoso 10º Corpo carri della Guardia, reclutato interamente nella regione degli Urali ed equipaggiato per l'offensiva con 212 carri armati T-34/85, 21 carri pesanti JS II del 72º reggimento carri pesanti della Guardia e 62 cannoni semoventi, e dal poderoso 6º Corpo meccanizzato della Guardia, dotato di oltre 280 mezzi corazzati tra cui il 28º reggimento carri pesanti della Guardia con carri JS II. L'armata di Leljušenko era inoltre rafforzata dalla 93ª Brigata corazzata autonoma e da un terzo reggimento di carri JS II, il 13º reggimento carri pesanti della Guardia.
Secondo le tecniche di impiego delle forze meccanizzate sovietiche, l'armata prevedeva di portare in avanti un distaccato avanzato costituito dalla 63ª Brigata corazzata della Guardia (appartenente al 10º Corpo carri della Guardia) per procedere rapidamente in profondità, sconvolgere le difese tedesche e raggiungere posizioni tatticamente importanti in attesa dell'arrivo del grosso delle forze meccanizzate. Inoltre il generale Leljušenko decise anche di sfruttare la forza d'urto dei suoi carri pesanti raggruppando i due reggimenti della Guardia con carri JS II, da impiegare in prima linea sfruttandone la potenza e l'effetto sorpresa nella nebbia invernale.
L'offensiva del maresciallo Konev ebbe inizio al mattino del 12 gennaio 1945 con un potente sbarramento di artiglieria e provocò fin dall'inizio il crollo delle tre divisioni di fanteria del 48º Panzerkorps schierate a difesa della testa di ponte di Sandomierz; la disfatta tedesca fu così rapida che già alle ore 12,35 il generale Puchov, comandante della 13ª Armata sovietica, avvertì Leljušenko che lo sfondamento era praticamente riuscito, consentendo quindi l'immediato intervento dei suoi carri per sfruttare il successo. Alle 13.50 il maresciallo Konev in persona diede le ultime istruzioni al generale Leljušenko, autorizzandolo ad entrare in azione nel settore della 13ª Armata per avanzare subito in direzione dell'importante città di Kielce, dove i rapporti di intelligence avevano individuato la posizione delle riserve mobili tedesche.
Alle ore 14.00 il generale Leljušenko diede quindi inizio all'avanzata dei suoi due corpi corazzati che, in parte mascherati dalla nebbia, marciarono rapidamente in avanti con il 6º Corpo meccanizzato della Guardia a nord, il 10º Corpo carri della Guardia più avanti sulla rotta meridionale e la 93ª Brigata corazzata autonoma al centro. Alle 17.00 i carri sovietici della 63ª Brigata corazzata della Guardia (elemento di testa del 10º Corpo carri) erano già avanzati di oltre 20 km, scarsamente contrastati dai resti delle unità di fanteria tedesche travolte dall'attacco iniziale del 1º Fronte ucraino di Konev.
Nella serata del 12 gennaio i corpi meccanizzati della 4ª Armata corazzata iniziarono a deviare in direzione nord-occidentale avvicinandosi alla zona di Kielce ed all'importante fiume Nida, mentre a sud dei corpi mobili del generale Leljušenko avanzavano anche le formazioni della 3ª Armata corazzata della Guardia del generale Rybalko, con il 6º Corpo carri della Guardia schierato sulla sinistra del 10º Corpo carri della Guardia; infine a nord del 6º Corpo meccanizzato della Guardia il maresciallo Konev portò avanti anche il 25º Corpo corazzato, pronto ad intervenire per coprire il fianco destro dell'armata corazzata di Lejušenko. Oltre 2000 mezzi corazzati sovietici stavano irrompendo attraverso la principale linea di resistenza tedesca.
Nel frattempo, a sud di Kielce, il generale Nehring, al comando delle riserve corazzate del 24º Panzerkorps si trovava in grave difficoltà; le sue formazioni, schierate troppo vicine alla prima linea, erano già state in parte colpite dal bombardamento iniziale sovietico, inoltre il fuoco nemico provocò gravi danni al suo posto di comando ed al sistema di comunicazione e, di conseguenza, Nehring apprese solo nel pomeriggio del 12 gennaio le prime notizie dell'avanzata sovietica e ricevette ordini confusi dal comando del Gruppo d'armate A di raggruppare le sue forze e di consolidare le difese a nord-est di Kielce.
Il generale Nehring ebbe problemi anche ad entrare in comunicazione con i suoi reparti subordinati e quindi le due Panzer-Divisionen entrano in campo in modo confuso e frammentario all'oscuro della situazione tattica sul campo e della posizione delle forze meccanizzate del nemico. Durante la notte, la 16. Panzer-Division (generale von Müller) iniziò ad avanzare a sud di Kielce, protetta sul fianco sinistro dalla 20. Panzergrenadier division, mentre a sud procedeva in direzione di Malesova la 17. Panzer-Division (generale Brux); tra le due formazioni era posizionato, nell'area di Lisuv, il battaglione carri pesanti sPzAbt424 (maggiore Saemisch) alle prese con problemi logistici e di rifornimento.
Alle ore 05.30 del 13 gennaio i carri di punta della 63ª Brigata corazzata della Guardia (10º Corpo carri della Guardia), dopo aver superato d'assalto il fiume Nida, entrano in contatto nell'area di Malesova con i panzer della 17. Panzer-Division, mentre più a nord, a Lisuv, i carri pesanti Tiger II tedeschi incapparono, alla cieca e solo in parte riforniti di carburante, nel 13º reggimento carri pesanti della Guardia equipaggiato con carri JS II; ebbero così inizio in modo improvviso ed imprevisto i primi scontri, nella pianura nebbiosa e innevata, tra i reparti corazzati tedeschi e sovietici.

## Disfatta delle riserve mobili tedesche
Alle ore 10.00 del 13 gennaio il generale Leljušenko apprese dai rapporti della ricognizione aerea della presenza di due concentramenti meccanizzati tedeschi in avvicinamento ai corpi della sua 4ª Armata corazzata; a nord venne individuato un gruppo di circa 200 carri armati in marcia da sud di Kielce verso Lisuv (si trattava della 16. Panzer-Division e di parte della 20. Panzergrenadier-Division), mentre a sud venne segnalata una seconda formazione di circa 100 panzer (17. Panzer-Division) che era già in contatto con le brigate di punta sovietiche a Pinchuv e Malesova.

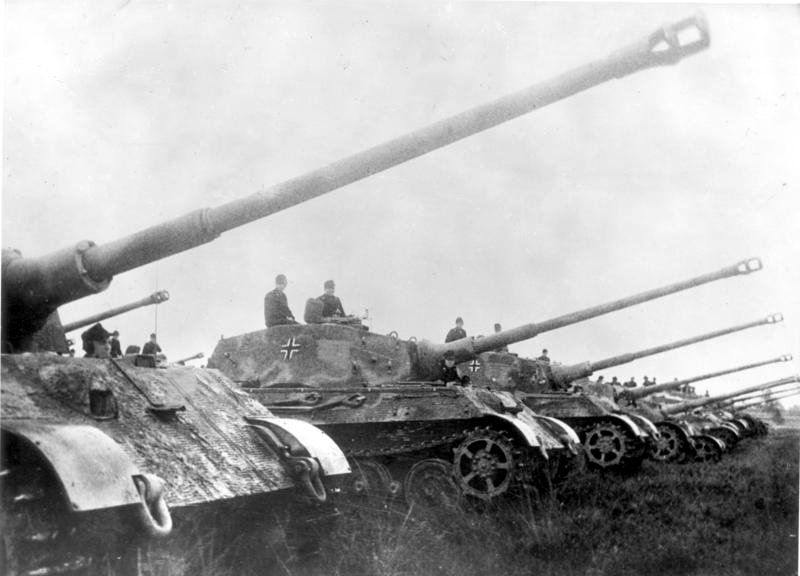
Schieramento di carri Tiger II di un battaglione corazzato pesante della Wehrmacht

Energico e risoluto, Leljušenko decise di concentrare rapidamente le sue potenti forze e di passare all'attacco senza attendere per sbaragliare in un colpo solo le riserve nemiche e aprirsi la strada verso il cuore della Polonia; a questo scopo la 61ª Brigata corazzata della Guardia venne inviata a sostegno della 63ª Brigata corazzata della Guardia dell'esperto colonnello Fomichev già impegnata in combattimento, mentre il grosso del 10º Corpo carri della Guardia venne portato avanti per sferrare l'assalto decisivo insieme al 6º Corpo meccanizzato della Guardia, che avrebbe dovuto montare anche una manovra aggirante sul fianco sinistro del raggruppamento nemico meridionale.
Durante la giornata del 13 gennaio si succedettero continui e improvvisi scontri tra mezzi corazzati in cui gli esperti carristi sovietici finirono per avere la meglio nonostante il valore delle Panzertruppen: a Malesova le due brigate corazzate sovietiche rafforzate dalle ore 12.00 dal secondo scaglione del 10º Corpo carri della Guardia (generale E.Belov) respinsero le punte avanzate tedesche (impegnate in modo frammentario) e inflissero dure perdite. A Lisuv lo sPzAbt 424, colto di sorpresa e con scarso carburante, subì una disastrosa imboscata da parte dei carri pesanti JSII del 13º reggimento carri pesanti della Guardia e venne pressoché distrutto, perdendo la maggior parte dei suoi mezzi, mentre lo stesso comandante maggiore Saemisch rimase ucciso negli scontri.
A nord, infine, il potente 6º Corpo meccanizzato della Guardia (generale Puškarev) impegnò una parte delle sue forze per colpire ed aggirare il fianco sinistro della 17. Panzer-Division, già in difficoltà frontalmente contro il 10º Corpo carri della Guardia, e contemporaneamente spinse un distaccamento avanzato verso ovest per affrontare le unità di testa della 16. Panzer-Division in avvicinamento da Kielce. A Radomice la 49ª Brigata meccanizzata della Guardia affrontò con successo i carri della 16. Panzer-Division, guadagnando tempo in attesa dell'arrivo delle formazioni principali del 6º Corpo meccanizzato della Guardia che alle ore 13.00 passarono a loro volta all'attacco mettendo in difficoltà i mezzi corazzati nemici.
Nel frattempo, più a nord il 25º Corpo carri attaccò la 20. Panzergrenadier-Division costringendola a ripiegare, mentre a sud e al centro la 93ª Brigata corazzata autonoma mantenne i collegamenti tra i reparti e contribuì insieme ai carri JS II del 13º reggimento della Guardia a sbaragliare definitivamente lo sPzAbt424. Nella serata la situazione della 17. Panzer-Division si aggravò ancora: minacciata da una parte dei carri del 6º Corpo meccanizzato sul suo fianco sinistro e attaccata frontalmente dal grosso del 10º Corpo carri della Guardia, lanciati risolutamente all'offensiva dal generale Leljušenko, dovette ripiegare abbandonando Lisuv, Malesova, Obitse e venne infine totalmente sconfitta, perdendo gran parte dei suoi mezzi; il suo comandante, generale Brux, venne ferito e catturato.
Nella giornata del 14 gennaio il generale Leljušenko completò la sua vittoria sulle forze corazzate tedesche del 24º Panzerkorps; martellate da un potente schieramento di artiglieria, attaccate dal 6º Corpo meccanizzato della Guardia e minacciate sul fianco destro da altre formazioni sovietiche del 10º Corpo carri della Guardia anche le forze della 16. Panzer-Division, mal guidate dal comandante generale von Müller, vennero sconfitte con dure perdite e, dopo una disperata resistenza, ripiegarono confusamente insieme ai resti della 17. Panzer-Division, lasciando via libera ai carri della 4ª Armata corazzata che poterono quindi facilmente occupare la linea del fiume Nida e raggiungere Kielce.

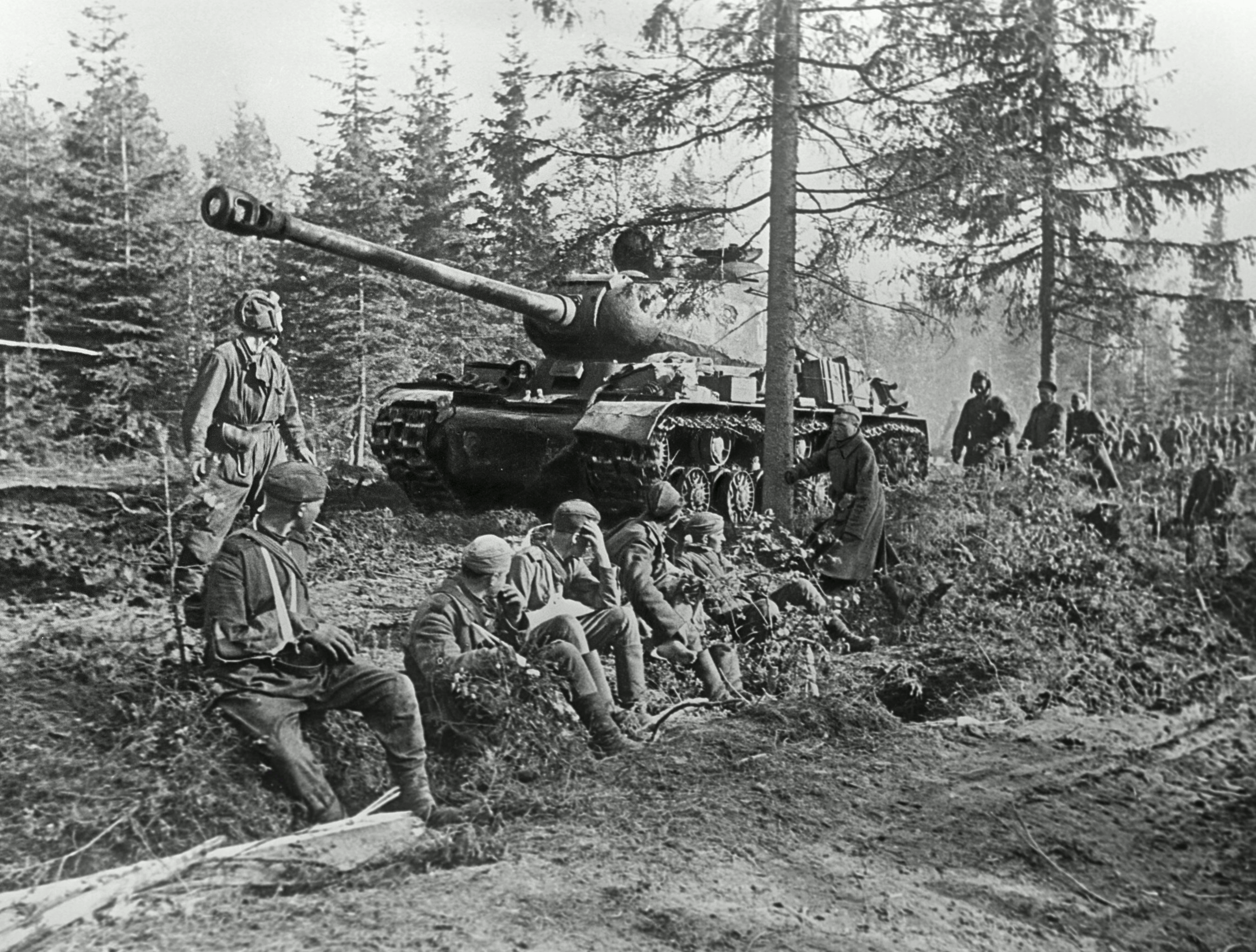
Un carro pesante sovietico JS II

Oltre 1000 carri armati avevano preso parte ai due giorni di battaglia a sud-est di Kielce e le perdite erano state pesanti per entrambe le parti con circa 180 panzer tedeschi distrutti e 130 mezzi corazzati sovietici fuori uso. La situazione tedesca era ormai senza speranza; nelle ore successive i resti del 24º Panzerkorps rimasero praticamente accerchiati tra i carri armati della 4ª Armata corazzata di Leljušenko e le unità fucilieri della 3ª Armata della Guardia del generale Gordov provenienti da nord. A nord del corpo corazzato tedesco le divisioni di fanteria del 48º Panzerkorps (un corpo d'armata corazzato senza carri armati) erano ormai distrutte, a sud le unità del 42º Corpo d'armata erano isolate e tagliate fuori dall'avanzata sovietica, mentre i carri di Leljušenko, non più contrastati, avanzavano rapidamente oltre la Pilica, che avrebbero superato il 18 gennaio, e verso Breslavia.
Fortunatamente per i tedeschi, il generale Nehring, nelle disperate circostanze, mostrò coraggio ed abilità tattica, e, pur privo di collegamenti con altri reparti e di comunicazioni con il Comando superiore del gruppo d'armate, riuscì ad organizzare una ritirata verso nord-ovest per sfuggire all'accerchiamento. Per giorni le truppe residue del 24º Panzerkorps, ormai quasi privi di mezzi, riuscirono a mantenere la coesione e ad organizzare un ripiegamento efficace, proteggendo con continui interventi di retroguardia la ritirata di una parte delle forze di fanteria e riuscendo a sfuggire, ripiegando sempre più in direzione nord-ovest, all'inseguimento del nemico.
Durante questa sfibrante ritirata in mezzo alle colonne nemiche in avanzata, il generale Nehring raccolse anche i reparti in parte disorganizzati del Panzerkorps "Grossdeutschland" (Panzergrenadier-Division "Brandeburg" e Panzer-Division "Hermann Göring"), proveniente dalla Prussia orientale e tardivamente dirottato per ferrovia da Hitler a Poznań con l'impossibile missione di bloccare l'irruzione delle armate corazzate sovietiche dei marescialli Konev e Žukov. Giunte in ritardo ed immediatamente attaccate di sorpresa, anche queste formazioni scelte al comando del generale Dietrich von Saucken, dovettero presto battere in ritirata e si congiunsero con i resti del 24º Panzerkorps di Nehring continuando insieme con un certo successo la ritirata per trovare riparo oltre l'Oder all'altezza di Głogów.
Mentre negli ultimi giorni di gennaio si concludeva la estenuante impresa di queste cosiddette "sacche mobili", le armate corazzate sovietiche avevano proseguito con grande slancio e rapidità nel vuoto apertosi nelle difese tedesche e avevano raggiunto decisivi risultati strategici; nel 1º Fronte ucraino del maresciallo Konev le forze del generale Rybalko isolarono e conquistarono la regione industriale della Slesia e i carri di Leljušenko, dopo aver ottenuto la loro brillante vittoria a Kielce, arrivarono sull'Oder a nord di Breslavia, mentre le due armate corazzate del 1º Fronte Bielorusso del maresciallo Žukov raggiunsero e superarono il fiume a Küstrin e a Francoforte, giungendo a soli 80 km da Berlino.

## Bilancio e conseguenze

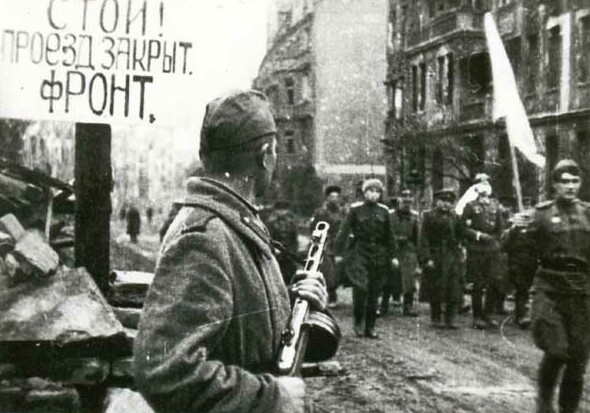
Resa delle truppe tedesche della fortezza di Breslavia, ultimo caposaldo sul fiume Oder

La battaglia di Kielce fu lo scontro tra mezzi corazzati più importante durante la grande offensiva sovietica Vistola-Oder e tra le più grande battaglie di carri, per numero di mezzi impegnati e per l'importanza strategica del combattimento, dell'ultimo periodo della guerra sul Fronte orientale. La battaglia si concluse con un chiaro successo dei corpi corazzati/meccanizzati sovietici ed evidenziò i grandi progressi compiuti dalle truppe corazzate dell'Armata Rossa, ora in grado di competere anche tatticamente e sul piano dell'abilità operativa di comandanti ed equipaggi con le famose Panzertruppen tedesche.
In particolare i reparti della 4ª Armata corazzata (che ottenne il titolo "della Guardia" dopo questa vittoria) ben addestrati e comandati dal generale Leljušenko (interessato ai problemi delle tattiche di piccole unità ed al miglioramento dei risultati nel tiro) ed esperte dopo tante campagne precedenti, dimostrarono superiore capacità negli scontri, maggiore abilità nella manovra combinata e grande efficienza. I corpi sovietici disponevano di una netta superiorità numerica e, meglio comandati e coordinati, effettuarono con successo efficaci manovre per aggirare, isolare e colpire in successione le formazioni tedesche troppo frammentate e disorganizzate.
In particolare i due corpi mobili mostrarono grande potenza ed il 6º Corpo meccanizzato della Guardia fu in grado contemporaneamente di attaccare verso ovest e di aggirare sul fianco la 17. Panzer-Division, pur mantenendo cospicue forze di riserva a disposizione. Le Panzer-Division, inferiori di mezzi e con equipaggiamento meno moderno, non furono in grado di sostenere lo scontro durante la battaglia diretta, tuttavia mostrarono nella fase di ripiegamento grande resistenza e valore riuscendo nella miracolosa impresa di evitare la totale distruzione e di ripiegare con ordine fino all'Oder raccogliendo lungo la strada altri reparti sbandati.
Come in quasi tutte le battaglie del fronte orientale le due storiografie tedesca e sovietica hanno evidenziato aspetti contrastanti anche di questo scontro; mentre gli storici sovietici e russi sottolineano la grande abilità tattica e la potenza dimostrata dai reparti del generale Leljušenko (che ottenne la sua seconda stella di Eroe dell'Unione Sovietica per la vittoria a Kielce) e la pesante sconfitta inflitta alle rilevanti forze corazzate tedesche (una delle più pesanti subite dalle truppe celeri della Wehrmacht in tutto il conflitto) alcuni storici o memorialisti tedeschi hanno sempre posto l'accento soprattutto sulle imprese della "sacca mobile Nehring" e sulla sua interminabile e riuscita ritirata.